# スーパーフォーミュラ
スーパーフォーミュラ（SUPER FORMULA）は、2013年から日本で開催されている自動車レースの1カテゴリー（格式は国際）。略称は「SF」。
2013年から2015年は“全日本選手権スーパーフォーミュラ”、2016年から“全日本スーパーフォーミュラ選手権”として開催されている。

## 概要

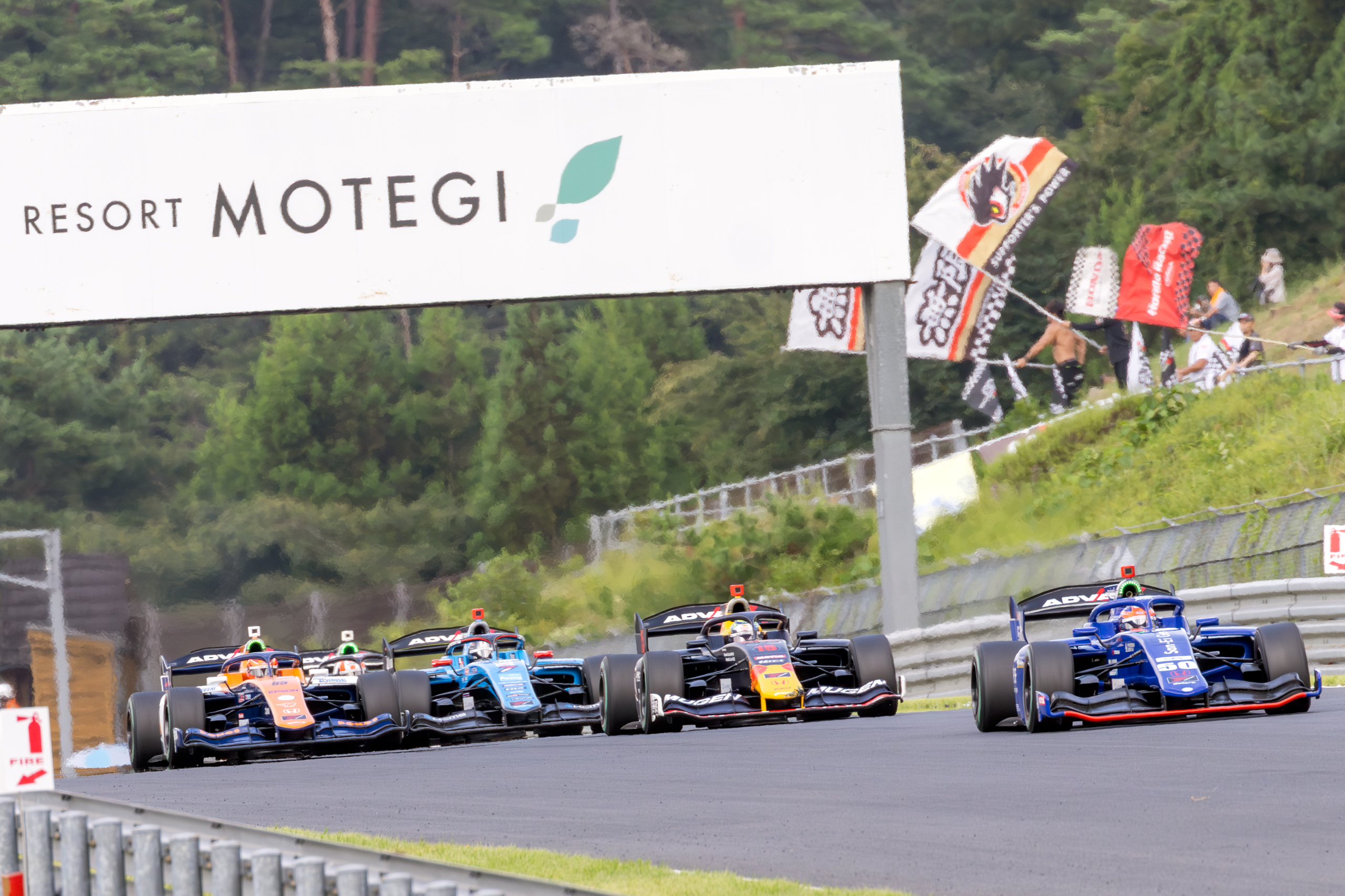
2024年もてぎラウンド

フォーミュラカー（オープンホイール）を使用した四輪レースで、日本自動車連盟（JAF）公認の下、日本レースプロモーション（JRP）を運営母体とし、フォーミュラ・ニッポンを引き継ぐ形で2013年にスタートした。
全日本F3000選手権からフォーミュラ・ニッポン時代には“日本一速い男 決定戦”とも呼ばれ日本最高峰のカテゴリーとして扱われており、ランキング3位以内を獲得すればスーパーライセンスを取得できた時期もあり、ステップアップカデゴリーとしてフォーミュラ1（F1）ドライバーを輩出していた。だが年を追うごとに海外に拠点を移してF1を目指す日本人ドライバーが増えたこともあり、F1にステップアップするドライバーはほとんど見られなくなった。またリーマン・ショックによる経営への打撃でトヨタやホンダが相次いでF1から撤退したことから出場台数や観客数が減少傾向となった。
そこで2013年から国内という枠から脱却し、アジアのスタンダードフォーミュラを目指しアジアを中心にグローバル展開を進めるにあたり、現在の名称であるスーパーフォーミュラとして再スタートすることとなった。その関係で初年度の2013年に韓国のインジェ・スピーディウムでの開催が予定されたが、最終的には中止となった。また、2015年の概要発表会の際、当時のJRP社長である白井裕の口から「名実ともに世界の三大フォーミュラカーレースのひとつとして、F1、インディカーと並び称されるカテゴリーにまで発展させることを目標」と述べ、独立したカテゴリーの性格を強めていく方針を取ったこともあり、本カテゴリーと並び国内最高峰のレースであるSUPER GTとは異なり海外展開は見送られていた。2025年は当初2013年同様に韓国インジェ・スピーディウムでの海外戦を予定していたが、結局見送りとなっている。
2020年から全日本F3選手権を踏襲した全日本スーパーフォーミュラ・ライツ選手権が下位カテゴリとして開催されている。
源流となる全日本F2000選手権発足から50周年を迎えた2022年に、社会環境との共存およびエンターテインメントの持続可能性を追求するプロジェクト『SUPER FORMULA NEXT50』（スーパーフォーミュラ ネクストゴー）を立ち上げている。

## レギュレーション

### 車両
国際自動車連盟の国際モータースポーツ競技規則 (国際スポーツ法典) 付則J項による車両分類では、グループE部門IIのSSに属する「フリーフォーミュラのシングルシーター」とされる。
2013年のみフォーミュラ・ニッポンで使用していたスウィフト・017.n（FN09）を改称した「SF13」に、3.4L V8 NAエンジンのトヨタ・RV8Kまたはホンダ・HR12Eを搭載した物を使用。

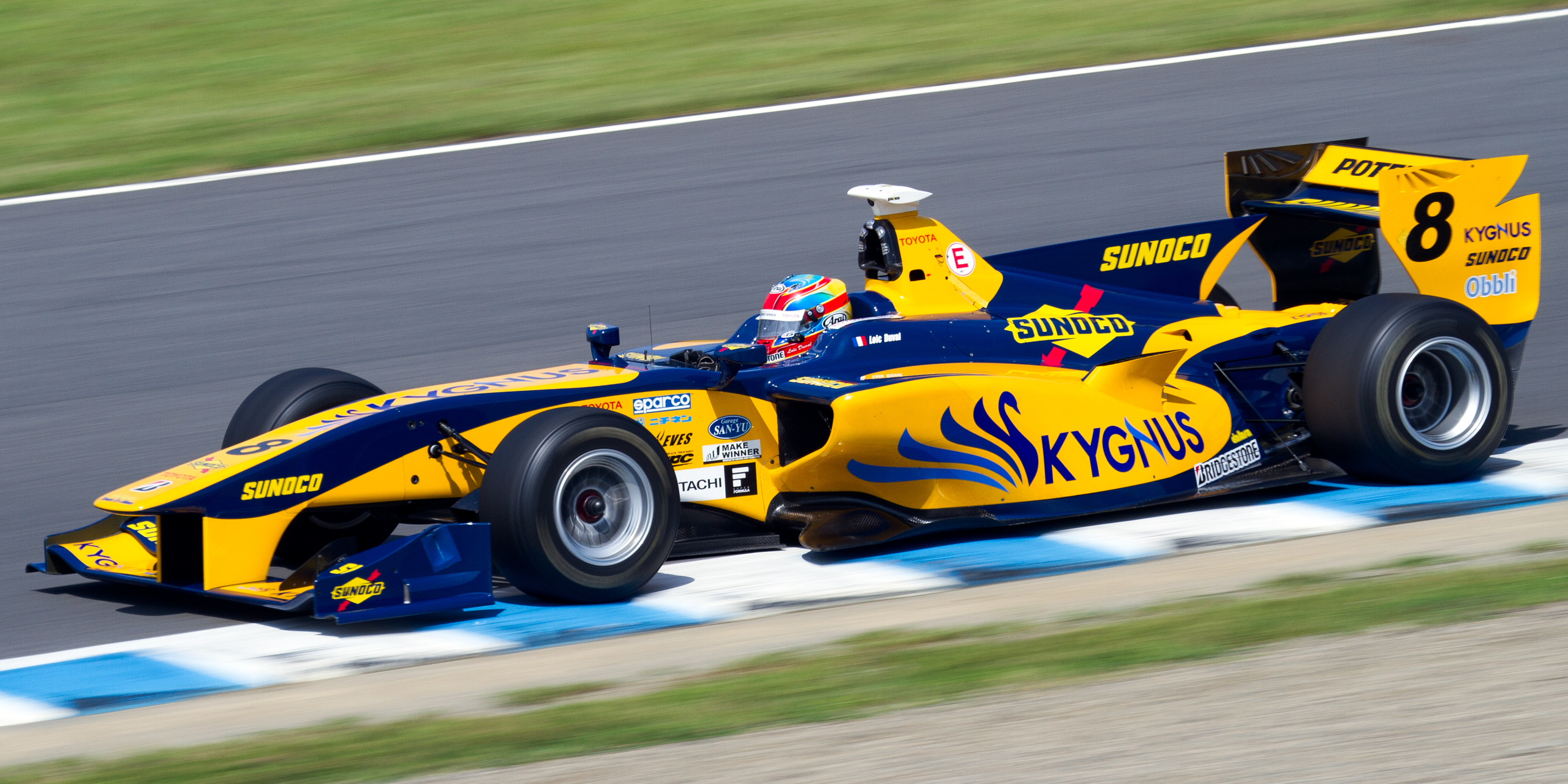
SF14（チーム・ルマン 2014年）

2014年からはダラーラ社のSF14に、SUPER GT・GT500クラス用と基本設計が共通の2.0L 直4 直噴 ターボのNRE（Nippon Race Engine）のトヨタ・RI4A、またはホンダ・HR-414Eを搭載した。このNREには燃料流量を制限する燃料リストリクターが装着されており、通常時の出力は550～600馬力程度に抑えられている。またサーキットによっては安全を考慮し、通常よりも燃料流量が少なく設定されている。

燃焼効率を追求したいわゆるダウンサイジングターボの潮流の中に生まれたこのエンジン規格は、旧来のようにガソリンを際限なく消費してパワーのみを追求するターボではなく、限られたガソリン流量でパワーを追求することが求められており、希薄燃焼（リーンバーン）やプレチャンバー（副室）などの先端技術が駆使されている。2014年に通常時100kg/hであった燃料流量は2015年に95kg/h、2021年に90kg/hへと段階的に引き下げられているが、ほぼパフォーマンスを維持している。エンジンの年間使用基数は2基で、3基目以降を使用した場合はスターティンググリッド降格などのペナルティとなる。

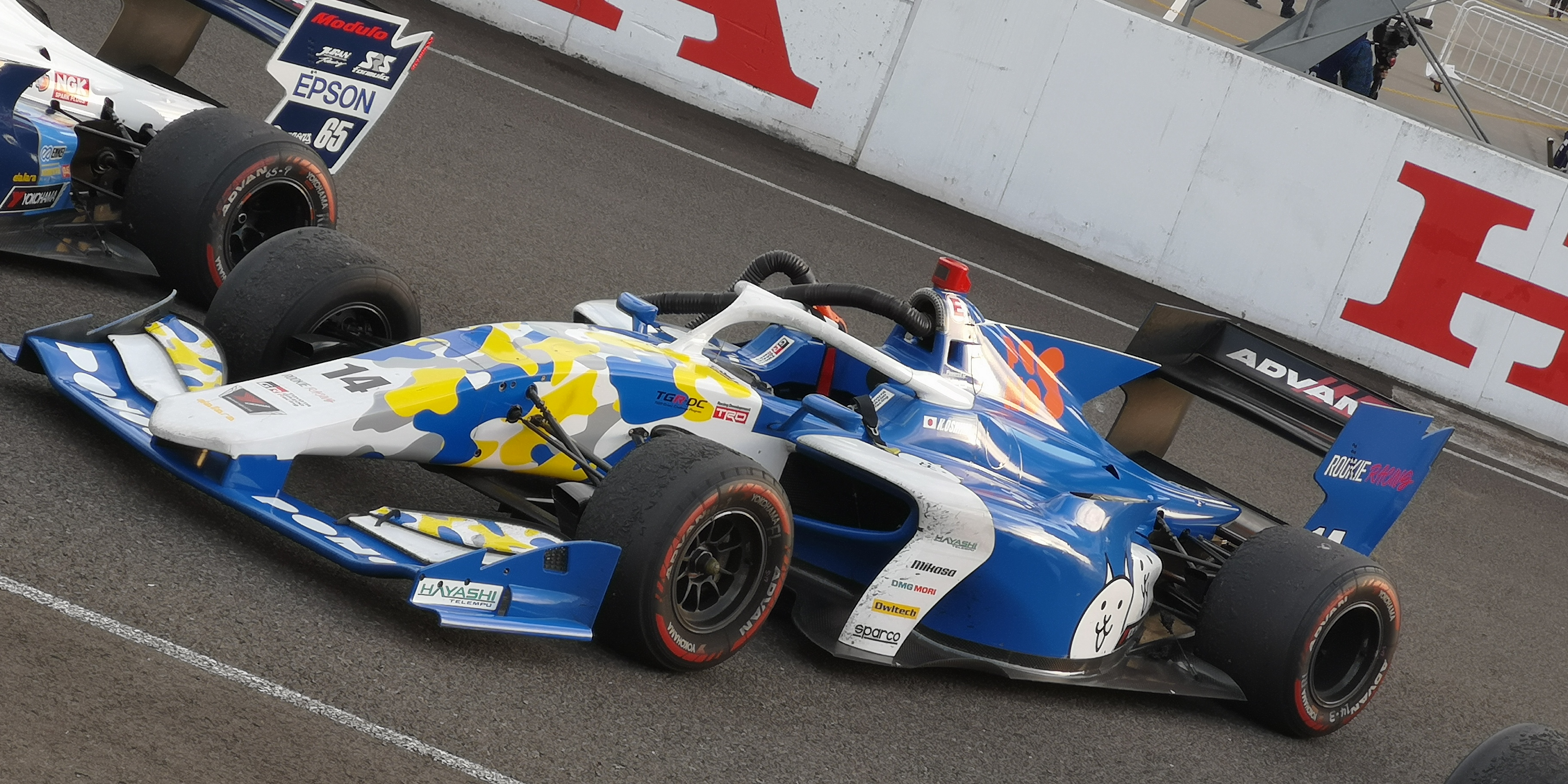
SF19（ROOKIE Racing 2020年）

燃料リストリクターには一時的に燃料流量を増加させる「オーバーテイクシステム (OTS) 」がついており、ドライバーはステアリング上にあるボタンを押すことで作動させることができる。ただしOTSの使用には回数または時間の制限（2021年現在は合計で200秒間まで）があり、一度使用すると一定時間機能が使えなくなる（インターバルタイム）。なおOTSの利用状況はマシンのロールフープ部分にあるLEDの表示に反映され、残り時間が20秒未満になると色が緑→赤に変化するなど、観客目線である程度の状況が判別できるようになっている。また2022年までOTS使用中はLEDが高速点滅していたが、「前方のドライバーがミラーでOTSの使用状況を確認できるため、実際の追い越しにつながりにくい」ことが問題視され、2023年より点滅は取りやめられている。
当初はハイブリッドシステム「System-E」の搭載も計画され、エンジンについてはトヨタが、System-Eについてはホンダが、それぞれ基礎開発を担当。しかし何回かテストは行なわれたが、実現はしていない。

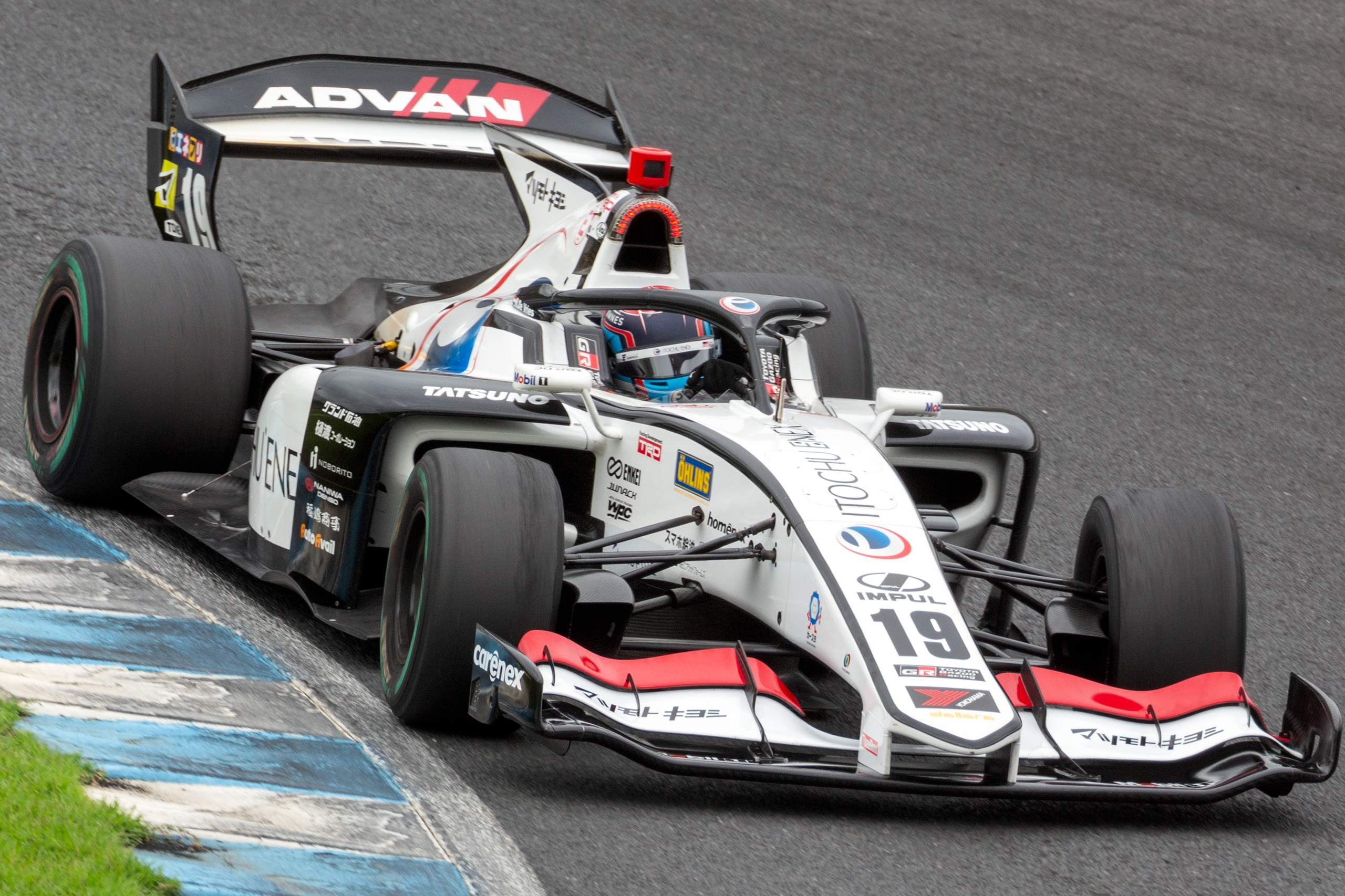
SF23（Team IMPUL 2024年）

2019年からはエンジンはそのまま、シャシーをダラーラ社のSF19に移行。車両性能そのものには大きな変更はないものの、安全対策の一つとしてコクピットを保護するHaloを導入。また、2021年から、いわゆる第5世代移動通信システム（5G）を導入し、全車のオンボード映像をネットでライブ配信する事を前提に、その為の機材を搭載出来るようなスペースを設ける予定である。
2023年にはカーボン・ニュートラルへの対応とエンターテインメント性の向上という2つのテーマを掲げたSF23を導入している。
2014〜2016年の規定のF1マシンが従来よりスピードが低下していた事もあり、ドライバーの感想や走行データの比較では「スーパーフォーミュラのコーナリングスピードはF1よりも速い」と言われていた。またコースの違いから単純に比較はできないものの、F1を基準としたラップタイム比では、より高出力なFIA-F2よりも速いというデータもある。

### タイヤ
タイヤは当初ブリヂストンのワンメイクであったが、2015年をもって供給を終了。2016年からは横浜ゴムが供給する事になり、ドライタイヤも2スペック開発されるようになった。2020年からドライタイヤは再び1スペック制に戻っている。
2023年からは原料に再生可能原料・リサイクル原料を使用している。2023年から2024年はドライタイヤで33%、2025年からはドライ・ウェット平均で46%を使用する。
1大会中に使用できるタイヤは、ドライ・ウェット共に6セット（24本）である。公式通知による場合を除き、タイヤウォーマーやドライヤーを使用したタイヤの加熱は禁止されている。これ以外にも、タイヤは密閉空間に保管したり、外気温より著しく高温になるような場所に保管することも禁止されている（屋外で直射日光に晒して温めることは禁止されていない）。

### レースフォーマット
2025年の選手権統一規則では、「1大会1レース制」「1大会2レース制」「1大会2ヒート制」の3種類が規定されている。
| 日程   | 日程 | 1大会1レース制 | 1大会2レース制 |
| ------ | ---- | -------------- | -------------- |
| 金曜日 | 午前 | 搬入日         | フリー走行1    |
| 金曜日 | 午後 | 搬入日         | フリー走行2    |
| 土曜日 | 午前 | フリー走行1    | レース1予選    |
| 土曜日 | 午後 | 予選           | レース1決勝    |
| 日曜日 | 午前 | フリー走行2    | レース2予選    |
| 日曜日 | 午後 | 決勝           | レース2決勝    |

- 「1大会2ヒート制」は2024年まで開催されていないため、上記表には反映していない。

#### フリー走行
「1大会1レース制」では、予選日の午前中に90分間、決勝日の午前中に30分間実施される。「1大会2レース制」では、レース1前日の午前と午後にそれぞれ60分間実施される。

#### 予選
Q1とQ2のノックアウト方式で行われる。
Q1は抽選によってAグループとBグループに分かれる。それぞれ10分間走行し、各組上位6台がQ2に進出する。Q2では7分間走行し、1位（ポールポジション）から12位までを決定する。13位以下はQ1各組の1位タイムを比較し、速い組が奇数列に、遅い組が偶数列に並ぶ。

#### レコノサンスラップ
決勝レース開始前、ダミーグリッドに着く前に15分間実施される。この間はホームストレートを通過することはできず、ピットレーンを通らなければならない。
2024年までは、ホームストレートを通過できる「ウォームアップ走行」が8分間行われていた。ウォームアップ走行後は一度ピットに戻り、「グリッドへの試走」でダミーグリッドへと着いた。

#### 決勝
スタート時刻になるとフォーメーションラップが開始され、各車はコースを1周してスターティンググリッドへ着く。全車が所定のグリッドに着くと、スタートシグナルによりレースがスタートする。
「1大会1レース制」「1大会2レース制」では、それぞれのレースは110kmから300kmの間で行われる。「1大会2ヒート制」では、1ヒートは75kmから180kmで、2ヒート合計で300km以内で行われる。
最大延長時間は、レース距離が300kmの場合は2時間、300km未満の場合は大会特別規則で定められる時間となる。
タイヤ交換義務があるが、消化可能な期間は大会特別規則で定められる。先頭車両が最終周回に入るまでに義務を消化できなかった場合は、失格となる。ウェット宣言がなされウェットタイヤを装着した場合は、タイヤ交換義務がなくなる。ピットの作業エリアにおける作業要員は最大6名（うち1名は車両誘導に専従する）に制限されている。このため、F1のように多人数を投入しての人海戦術を取ることはできず、概ねタイヤ1本につき要員1名が交換作業を行うことになる。また交換時、タイヤは平置きにしなければならず、車両に立てかけたりピット内に投げたりした場合はペナルティ対象となる。タイヤ交換時には自動ジャッキアップ装置の使用が認められおり、車両前後にジャッキを入れることで自動的にジャッキアップが行われる。発進時には作業要員が手動でジャッキダウンし除去する。
2019年まではレース距離250kmが基本となっていたため、レース途中で給油を行なっていた。しかし2020年以降は新型コロナウイルスの感染拡大などの理由から、無給油で完走できるレース距離（概ね180km前後）が基本となっている。

## 評価
改名当初は、F1で使用されるピレリ製タイヤやそのサーキットの経験を積めない事、スーパーライセンスを取得する条件を満たすまで（他のカテゴリより）時間がかかるなどの問題があった。同年に元F1ドライバーのヴィタントニオ・リウッツィとナレイン・カーティケヤンが参戦するなど、レベルは充分高いとは言われるものの、やはりF1を目指す上では参戦する意義は薄いと見られていた。
ところがフォーミュラ・ニッポン時代から長らく参戦していたアンドレ・ロッテラーが、電撃的に2014年にF1のベルギーグランプリにスポット参戦した際に、日本のトップフォーミュラというキャリアの道筋を示してから欧州でも注目が集まるようになった。2015年にはGP2王者のファビオ・ライマーが参戦を表明（後に彼の事情により撤回）、同じくGP2王者のストフェル・バンドーンが2016年、ピエール・ガスリーが2017年にF1のシートを確保するまで参戦し、フォーミュラレース界でも独特の存在感を示すようになった。加えてヨーロッパのジュニアカテゴリーの参戦資金が高騰している事から、F2へ参戦できないドライバーやF2以外でF1マシンに準じた経験を積めるカテゴリーという点で見直され、本カテゴリーの参戦を企図する海外勢のドライバーが増えつつある。
ただしF1参戦にはFIA F2、或いはF3の経験がないと不利な状況には変わりなく、前述のドライバーたちもF2(GP2)のタイトルを獲得し、すでにスーパーライセンスの発給条件を満たした上での参戦である為、F1目的での参戦という観点からは課題も残っている。一方でライセンスポイントが必要なかったり、必要であっても条件が緩いトップフォーミュラ（インディカーやフォーミュラEなど）へ行く上では、何かしらの事情でF1・F2のシートが得られないドライバーにとっては有力な選択肢になっているとも言える。後にインディカーに転戦するフェリックス・ローゼンクヴィストやアレックス・パロウ（2021年・2023年・2024年インディカー王者）や、現在フォーミュラEに参戦しているニック・キャシディなどはその例である。
運営面での問題としては本カテゴリーも含め、審査委員会への報告内容に統一的な基準がない為、サーキット側の競技長の判断基準に委ねられているという、国内レース共通の課題を抱えている。スーパーフォーミュラのセッション中の判定に関しても、JRPがレースディレクターを派遣しているものの、主催者側（開催地のサーキット）が選定する競技長に決定権があり、その決定を審査委員会が承認するという形を取っている。その為、メディア対応は基本的にJRPが担っているものの、JRP側はレースの判定／裁定についての決定権がない為、無許可でのコメントや説明が出来ないという状況にある。この状況については、長年苦悩しているらしく、2016年にJRP社長へ就任した倉下明によれば、「三権分立の様な形で判定と裁定がされている為、メディアへの対応や最高責任者が明確化されていない」という課題を抱えているとコメントしている。その一方で、SUPER GTが株式会社GTアソシエイションが必要に応じて対応するのに対し、スーパーフォーミュラ側は2019年シーズンの第3戦で、予選が赤旗中断のまま終了になった一件で、JRPが公式声明を出すといった対応をした例を除けば、運営側がノーコメントで終わるケースも多い。また、その問題について事実上、手を付けられず、それらが明文化されないままレース運営が行われている状況であり、参加ドライバーから度々苦言を呈される点も課題となっている。

## 歴代チャンピオン

### ドライバー・チームタイトル
| 年     | ドライバー （所属チーム/エンジン）                | チーム （エンジン）                     |
| ------ | ------------------------------------------------- | --------------------------------------- |
| 2013年 | 山本尚貴 （TEAM MUGEN/ホンダ）                    | PETRONAS TEAM TOM'S （トヨタ）          |
| 2014年 | 中嶋一貴 （PETRONAS TEAM TOM'S/トヨタ）           | PETRONAS TEAM TOM'S （トヨタ）          |
| 2015年 | 石浦宏明 （P.MU/CERUMO・INGING/トヨタ）           | PETRONAS TEAM TOM'S （トヨタ）          |
| 2016年 | 国本雄資 （P.MU/CERUMO・INGING/トヨタ）           | P.MU/CERUMO・INGING （トヨタ）          |
| 2017年 | 石浦宏明 （P.MU/CERUMO・INGING/トヨタ）           | P.MU/CERUMO・INGING （トヨタ）          |
| 2018年 | 山本尚貴 （TEAM MUGEN/ホンダ）                    | KONDO RACING （トヨタ）                 |
| 2019年 | ニック・キャシディ （VANTELIN TEAM TOM'S/トヨタ） | DOCOMO TEAM DANDELION RACING （ホンダ） |
| 2020年 | 山本尚貴 （DOCOMO TEAM DANDELION RACING/ホンダ）  | VANTELIN TEAM TOM'S （トヨタ）          |
| 2021年 | 野尻智紀 （TEAM MUGEN/ホンダ）                    | carenex TEAM IMPUL （トヨタ）           |
| 2022年 | 野尻智紀 （TEAM MUGEN/ホンダ）                    | TEAM MUGEN （ホンダ）                   |
| 2023年 | 宮田莉朋 （VANTELIN TEAM TOM'S/トヨタ）           | TEAM MUGEN （ホンダ）                   |
| 2024年 | 坪井翔 （VANTELIN TEAM TOM'S/トヨタ）             | DOCOMO TEAM DANDELION RACING （ホンダ） |

### ルーキー・オブ・ザ・イヤー
- ルーキードライバー（SFの決勝レース出走回数が積算で4戦未満のドライバー）の中で年間獲得ポイント最上位の選手が受賞。なお、2013年から2021年まではルーキーが3人以上いる場合、2022年は2名以上存在する場合に成立

| 年     | ルーキー・オブ・ザ・イヤー （所属チーム/エンジン） |
| ------ | -------------------------------------------------- |
| 2013年 | not held                                           |
| 2014年 | 野尻智紀 （DOCOMO TEAM DANDELION RACING/ホンダ）   |
| 2015年 | 小林可夢偉 （KYGNUS SUNOCO TEAM LEMANS/トヨタ）    |
| 2016年 | not held                                           |
| 2017年 | ピエール・ガスリー （TEAM MUGEN/ホンダ）           |
| 2018年 | 松下信治 （DOCOMO TEAM DANDELION RACING/ホンダ）   |
| 2019年 | アレックス・パロウ （TCS NAKAJIMA RACING/ホンダ）  |
| 2020年 | 大湯都史樹 （TCS NAKAJIMA RACING/ホンダ）          |
| 2021年 | 大津弘樹 （Red Bull MUGEN Team Goh/ホンダ）        |
| 2022年 | 佐藤蓮 （TEAM GOH/ホンダ）                         |
| 2023年 | リアム・ローソン （TEAM MUGEN/ホンダ）             |
| 2024年 | 岩佐歩夢 （TEAM MUGEN/ホンダ）                     |

## シリーズ参戦したF1ドライバー
| ドライバー                   | 参戦年    | SFでの年間成績                                                                                             | F1参戦歴                                                                    |
| ---------------------------- | --------- | --- | --------------------------------------------------------------------------- |
| 佐藤琢磨                     | 2013      | 2013年18位                                                                                                 | 2002-2008（ジョーダン、BAR、スーパーアグリ）                                |
| ナレイン・カーティケヤン     | 2014-2018 | 2014年13位 2015年11位 2016年14位 2017年19位 2018年15位                                                     | 2005, 2011-2012（ジョーダン、HRT）                                          |
| ヴィタントニオ・リウッツィ   | 2014      | 2014年16位                                                                                                 | 2005-2007, 2009-2011（レッドブル、トロ・ロッソ、フォース・インディア、HRT） |
| 中嶋一貴                     | 2013-2021 | 2013年4位 2014年1位 2015年2位 2016年4位 2017年5位 2018年6位 2019年11位 2020年11位 2021年16位               | 2007-2009（ウィリアムズ）                                                   |
| 小林可夢偉                   | 2015-     | 2015年6位 2016年17位 2017年7位 2018年10位 2019年6位 2020年16位 2021年20位 2022年17位 2023年11位 2024年10位 | 2009-2012, 2014（トヨタ、ザウバー、ケータハム）                             |
| アンドレ・ロッテラー         | 2013-2017 | 2013年2位 2014年3位 2015年3位 2016年2位 2017年6位                                                          | 2014（ケータハム）                                                          |
| ストフェル・バンドーン       | 2016      | 2016年4位                                                                                                  | 2016-2018（マクラーレン）                                                   |
| ピエール・ガスリー           | 2017      | 2017年2位                                                                                                  | 2017-（トロ・ロッソ、レッドブル、アルファタウリ、アルピーヌ）               |
| ピエトロ・フィッティパルディ | 2018      | 2018年22位                                                                                                 | 2020（ハース）                                                              |
| リアム・ローソン             | 2023      | 2023年2位                                                                                                  | 2023、2024、2025-（アルファタウリ、RB、レッドブル）                         |
| ニック・デ・フリース         | 2024      | 2024年18位                                                                                                 | 2022-2023（ウィリアムズ、アルファタウリ）                                   |

## テレビ放送

### レース中継

#### 現在
2023年から新デジタルプラットフォーム『SFgo（エスエフゴー）』において、予選・決勝レースに加え、フリー走行を配信している。全選手のオンボード映像やマシンのテレメトリーデータ、チーム無線の音声を公開している。
テレビ放送ではJ SPORTSが全戦を生中継している。2014年からは予選の生中継も行っている。2021年と2022年シーズンはサーキットの場内実況がJ SPORTSでも使用された。
2023年シーズンからABEMAが配信に参入し、決勝のみ全戦生中継。さらに2025年シーズンからは新たにDAZNとFODでも全戦ライブ配信を実施することが決定している。
日本国外向けにはmotorsport.tvが2018年より決勝のライブ配信を行っている。

#### 過去
2017年からBSフジでも決勝の生中継（J SPORTSの実況と映像を使用）を開始。2018年よりTAKURO（GLAY）が作曲を担当した『流転』が中継のテーマ曲となっている。2019年からBSフジの放送が、生中継から当日夕方の録画放送に変更となり。2021年はBSフジは放送が当日深夜に移行。
2020年からはレッドブルが運営する独自の配信プラットフォーム「Red Bull TV」が予選及び決勝のライブ＆オンデマンド配信に参入した。2021年シーズンをもってBSフジでの放送及びRed Bull TVでの配信が終了した。またGYAO!がインターネットでレース映像の無料配信を行っていた。
2022年シーズンに限り、YouTubeの公式チャンネルのメンバーシップにて有料配信を行っていた。

### 関連番組
2014年 - 2016年には、関係者をゲストに迎えてのトークとレースハイライトで構成した『スーパーフォーミュラTV』がフジテレビNEXTで放送されていた。また、BSフジのバラエティ番組『カンニングのDAI安☆吉日!』で本シリーズを取り上げていた。2016年にはフジテレビ・関西テレビで専門番組として『超速GO音』が放送され、フジテレビ On Demandでも視聴可能である。他に、ドライバーや関係者を交えてレースの模様を伝えるBSフジの『スーパーフォーミュラ GO ON!』が2022年2月まで放送された。
2022年7月より、BSフジで新たに『GO ON! NEXT～サーキットで会いましょう～』が1時間番組として不定期に放送される（2022年は年4回放送の予定）。MCには日向坂46の富田鈴花を迎える。2023年はABEMAで『サーキットで会いましょう』が引き続き配信される。
2024年3月4日よりフジテレビ『FNN Live News α』にて毎週月曜にモータースポーツを扱うコーナー『Monday Motor SPORT』が開始され、レースなどの情報を取り上げる。

## スポンサー
2021年まではスポンサーの細分化がなされていたが、2022年に全スポンサーが『NEXT50 PARTNERS』に統一された。

### 現在
- デロイトトーマツコンサルティング
- ホンダ・レーシング
- TOYOTA GAZOO Racing
- ASPIRE（2023年 - ）
- FUJIMAKI GROUP（2023年 - ）
- スリーボンド
- 横浜ゴム
- オートバックスセブン（2025年 - ）
- ダラーラ
- KYB（2023年 - ）
- オーリンズ（2024年 - ）
- アライヘルメット（2024年 - ）
- グランツーリスモ（2023年 - ）
- 富士通
- B.R.M
- M-TEC
- HIGHSPEED Étoile＜キングレコード＞（2023年 - ）
- 東京大学
- さくらインターネット（2023年 - ）
- トーテックアメニティ（2023年 - ）
- ニコン（2024年 - ）
- ゼンカイレーシング（2024年 - ）
- GDL
- インターネットイニシアティブ（2023年 - ）
- キッザニア（2023年 - ）
- BEYBLADE X＜タカラトミー＞（2024年 - ）
- 東京電力エナジーパートナー
- 日本自然エネルギー
- JR東海（2024年 - ）
- 人気酒造
- J SPORTS
- ABEMA（2023年 - ）
- DAZN（2025年 - ）
- FOD（2025年 - ）

### 過去

#### 2022年以降
- Bcomp（2022年）
- 伊藤忠エネクス（2022年）
- JTB（2023年）
- 東京eスポーツゲート（2022年）
- SGZK motorsports（2022年）
- マイクロン（2022年）

#### 2021年以前
シリーズパートナー
- トヨタ自動車（2013年 - 2021年）
- 本田技研工業（2013年 - 2021年）

シリーズサポーター
- ブリヂストン（2013年 - 2015年）
- 横浜ゴム（2016年 - 2021年)

プロモーションパートナー
- 人気酒造（2013年 - 2020年）
- J SPORTS（2013年 - 2016年）
- 日立オートモティブシステムズ（2014年 - 2020年）
- スカパーJSAT（2014年）
- 大日本印刷（2014年）
- セディナ（2014年 - 2015年）
- ソニー（2016年 - 2019年）
- スリーボンド（2020年 - 2021年）

ブロードキャストパートナー
- BSフジ（2017年 - 2021年）
- J SPORTS（2017年 - 2021年）

協賛パートナー
- 人気酒造（2021年）
- B.R.M（2021年）

## 地域連携パートナーシップ
国内におけるモータースポーツ振興や地域活性化等を図ることを⽬的に、2024年にスーパーフォーミュラが開催される国内5サーキットの立地自治体及び周辺自治体とパートナーシップを締結した。また、同年にはスーパーフォーミュラに参戦しているB-MAX RACINGが拠点を置く綾瀬市とも締結した。
- 鈴鹿市
- 日田市
- 村田町
- 小山町
- 御殿場市
- 裾野市
- 茂木町
- 綾瀬市
- 栃木県
- 静岡県

### 注
1. ↑  2021年時点では全サーキットで100秒間とされていたが、2023年よりサーキットにより秒数が異なる設定となった。
2. ↑  F1ではジャッキクルー4名（前後・正副各2名）、タイヤクルーが1輪につき3名（タイヤ取り外し、ホイールガンナー、タイヤ取り付け各1名。計12名）、スタビライザークルーが1,2名、ウィング調整クルー2名で20名程度が関わり、2秒程度でピットストップを完了させている。
3. ↑  FIA F2は年間トップ3に入ればスーパーライセンスを取得する条件を満たせるのに対し、スーパーフォーミュラのみでそれを満たす場合、タイトルを獲得しても最短でも2年かかるという違いがある。
4. ↑  2018年頃のFIA F2の参戦費用だが、一説には年間で2億～2億5,000万円ものシート代が必要と言われている。「F1の夢はあきらめない」。松下信治が名門F2チームから欧州再挑戦 - sportiva.shueisha.co.jp・2018年12月31日
5. ↑  資金面の話もあるが、F2の場合、タイトルを獲得した者は同カテゴリーからの卒業を命じられる（継続参戦ができない）ため、バンドーンとガスリーはドライバーとしての技量を維持するために参戦していた面もある。
6. ↑  両シーズンとも代役や途中交代によるもので、フルシーズンの参戦ではない。